# Populus euphratica
Peuplier de l'Euphrate, Peuplier Charab
Espèce
Statut de conservation UICN

LC : Préoccupation mineure
Populus euphratica, le Peuplier de l'Euphrate ou Peuplier Charab, est une espèce de plantes à fleurs de la famille des Salicaceae et du genre Populus. Il s'agit d'un arbre à feuilles caduques, poussant le plus souvent près des cours d'eau, mais résistant à la sécheresse et la salinité, originaire d'Asie centrale, du Moyen-Orient et du nord du Maghreb.

## Description

### Appareil végétatif
C'est un arbre mesurant jusqu'à 15 m de haut, rarement un arbuste ; l'écorce est brun grisâtre, sillonnée sur la partie basale du tronc. Les branches sont brunâtres, tomenteuses ou glabres, poilues quand elles sont jeunes. Les pousses sont minces, lisses ou légèrement tomenteuses. Les bourgeons sont bruns, ellipsoïdes, d'environ 7 mm, glabrescents. Le pétiole à maturité est légèrement complaisant, environ aussi long que le limbe foliaire ; le limbe est ovale-orbiculaire, réniforme ou deltoïde-ovale, la base cunéiforme, largement cunéiforme, arrondi ou tronqué, avec deux glandes, l'apex avec des dents grossières. Les feuilles des plantules et des pousses sont peu pétiolées ; le limbe est linéaire, lancéolé, linéaire-lancéolé ou oblancéolé, à bord entier ou muni de dents irrégulières, lâches et ondulées. Les feuilles sont de plusieurs formes. Sur les rameaux âgés, elles sont arrondies-rhomboïdales, dentées dans la partie supérieure, glauques et glabres sur les deux faces ; dans la partie moyenne des rameaux, elles sont elliptiques ; les dernières, sur les jeunes pousses et à l'extrémité des rameaux anciens, sont étroitement lancéolées, ou lancéolées-linéaires et finement velues, du moins au début.

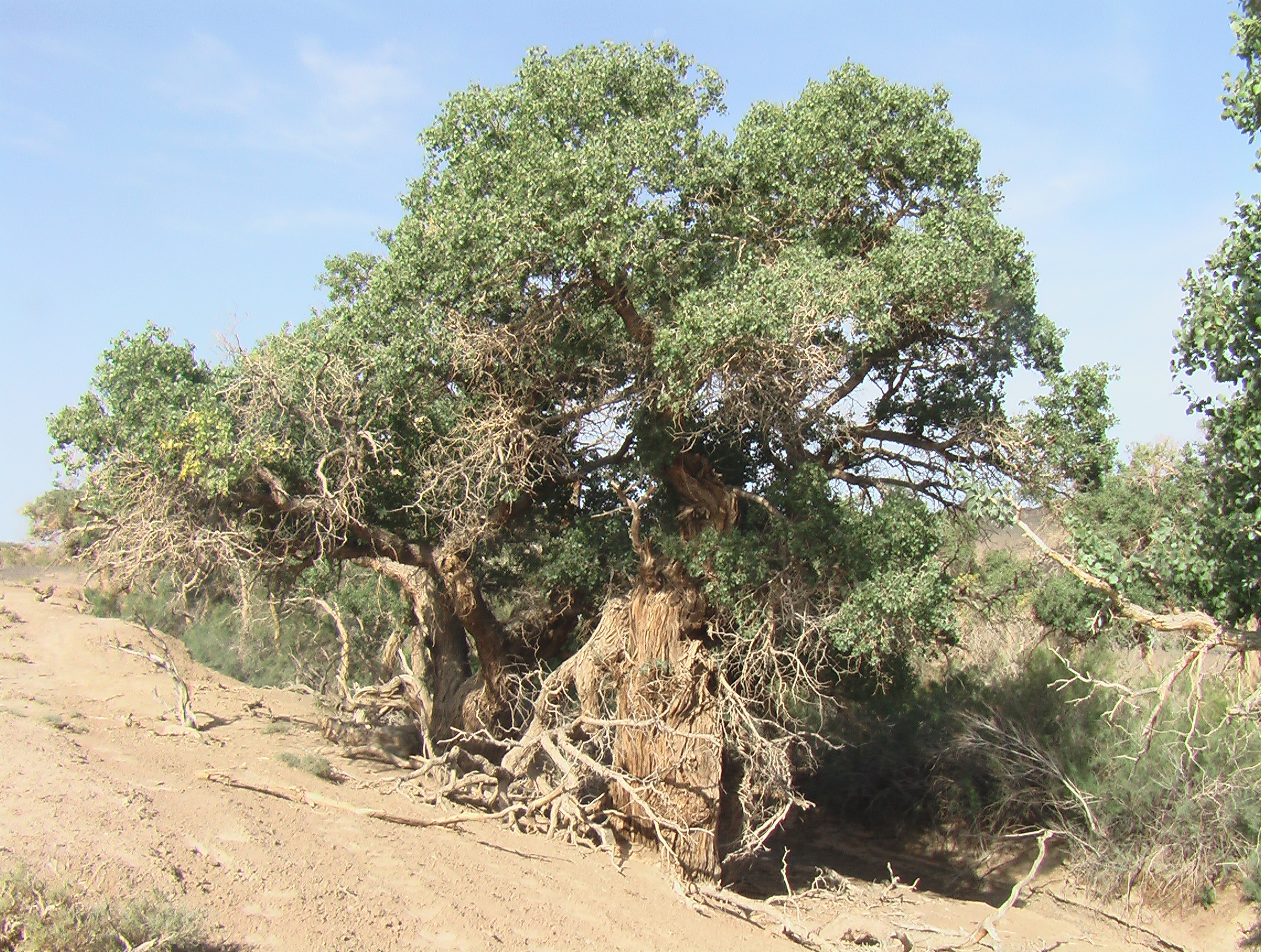
Aspect général.
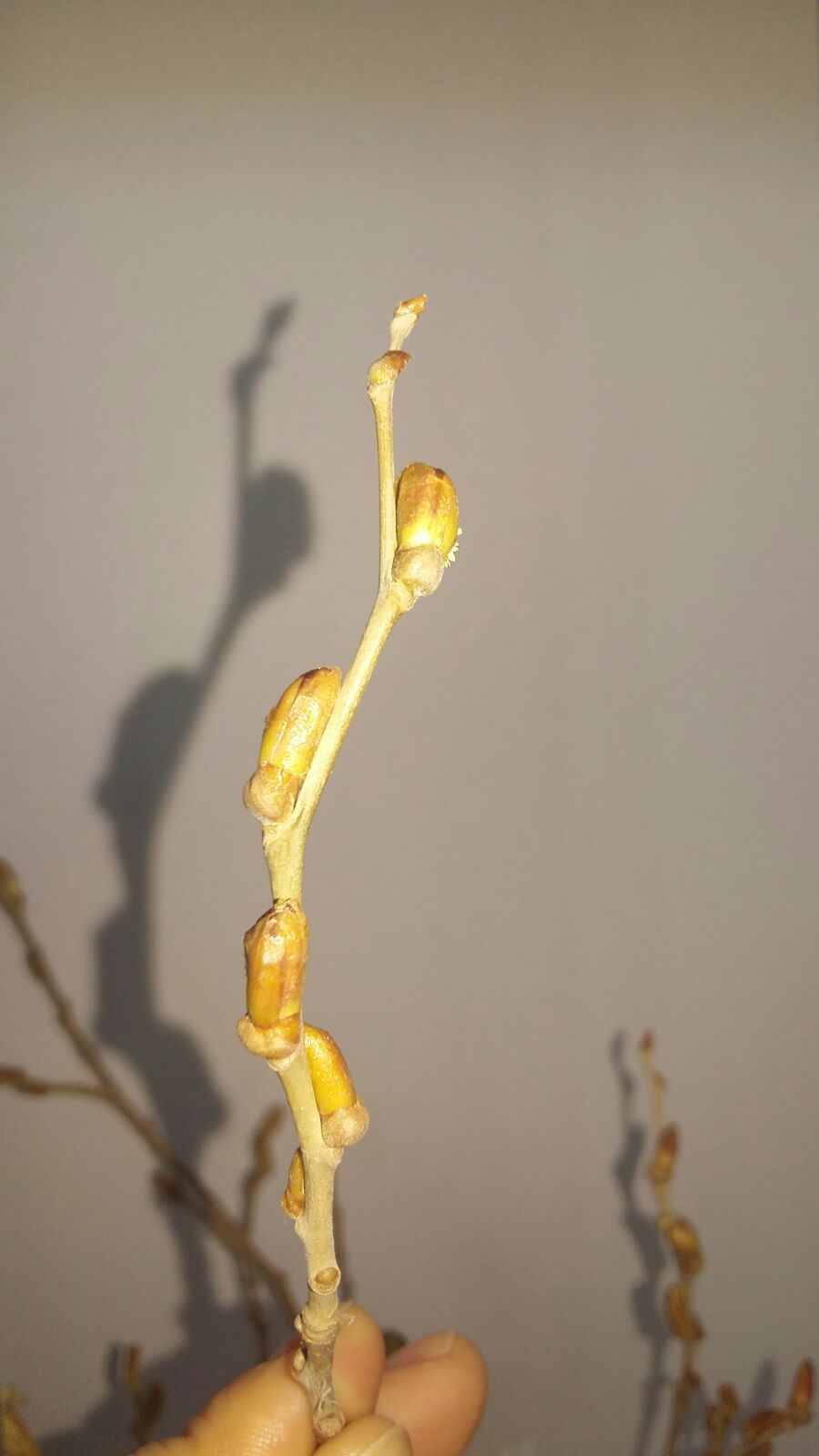
Rameau en bourgeons.
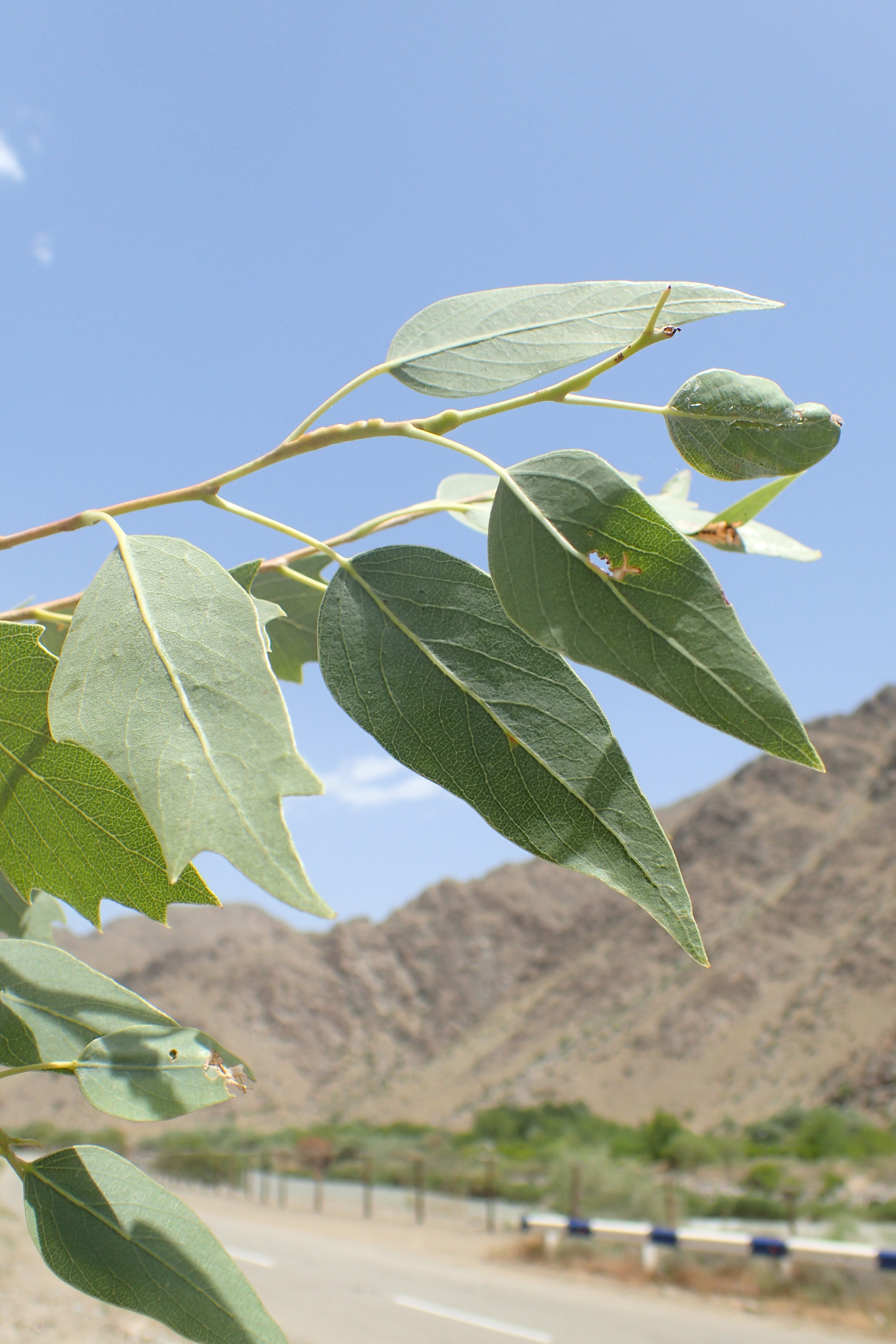
Feuilles.
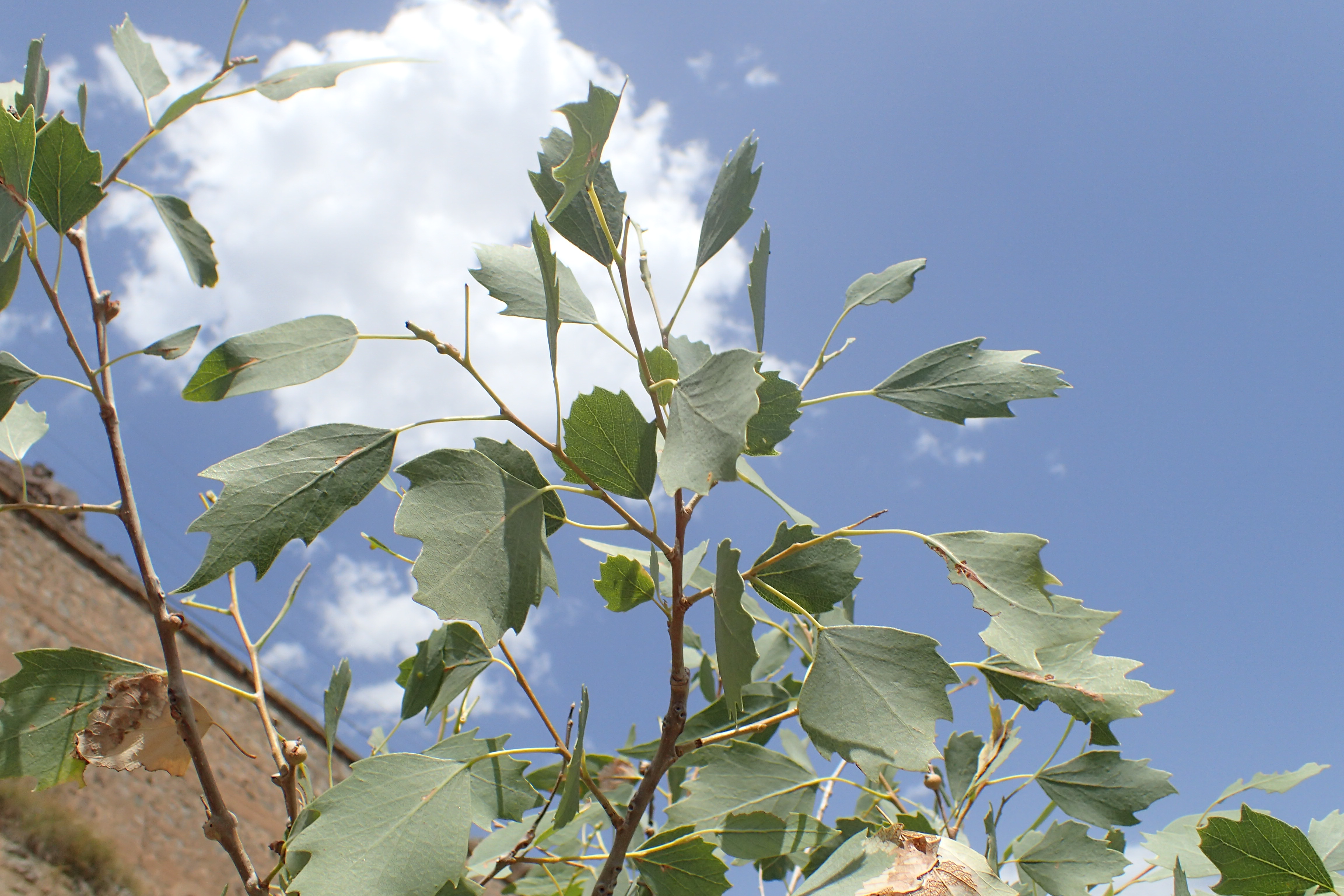
Feuilles.
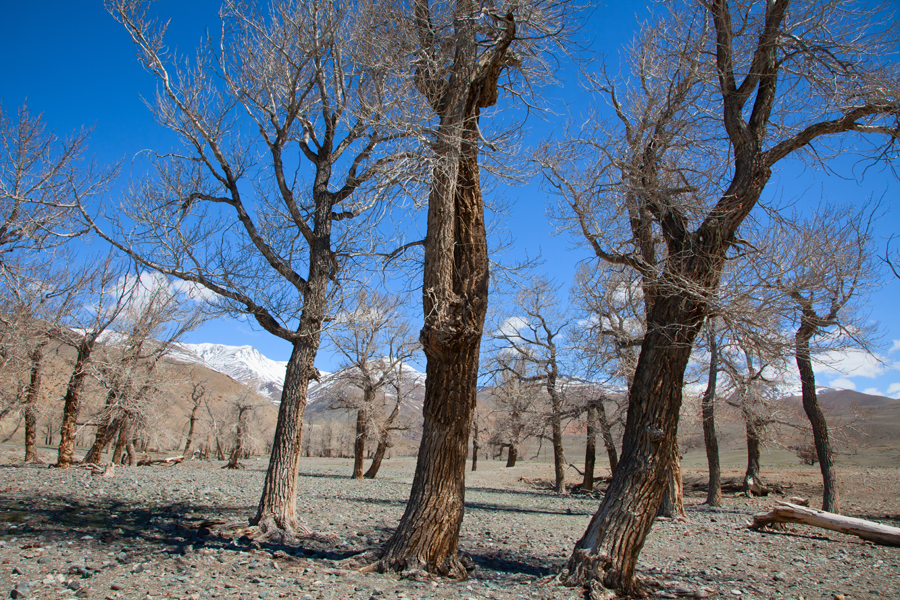
Arbres en hiver.

### Appareil reproducteur
Le chaton mâle est élancé, mesurant 2–3 cm ; le rachis est tomenteux. Les fleurs mâle ont les anthères rouge violacé. Le chaton femelle mesure 2,5 cm, jusqu'à 9 cm dans le fruit ; le rachis est tomenteux ou glabre ; l'ovaire est long et ovoïde, tomenteux ou glabre, long stipendiés. Les fleurs femelle possèdent trois stigmates, vert jaunâtre, chacun bilobé. Le fruit est une capsule mesurant 1–1,2 cm, glabre, à deux ou trois valves. 

## Biologie

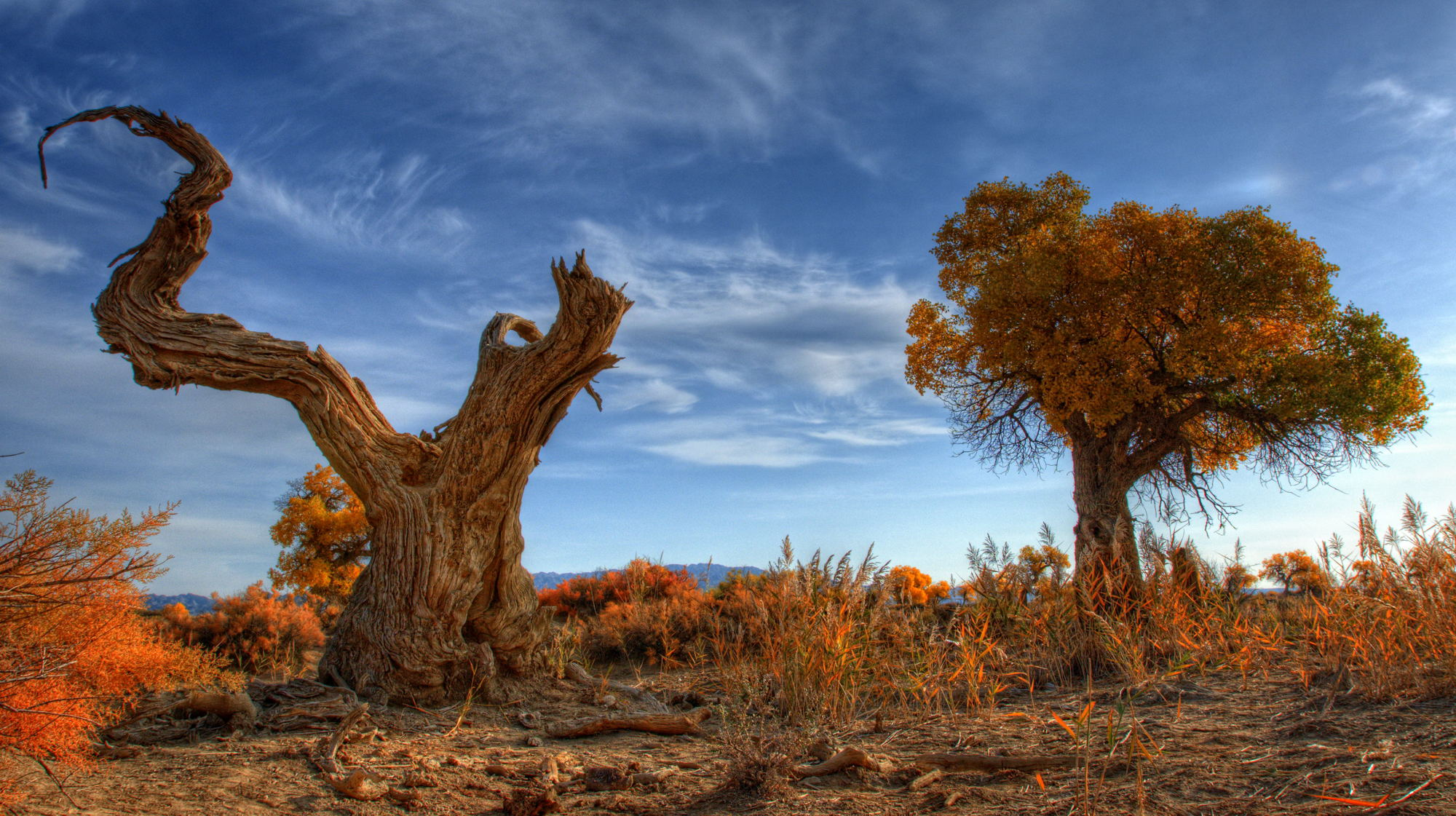
Peupliers de l'Euphrate en automne, en compagnie de Tamaris et de roseaux.

En Chine, l'arbre fleurit en mai, et fructifie en juillet-août. Cependant, l'espèce se reproduit principalement de manière clonale. La reproduction générative est souvent liée aux inondations. L'espèce a une croissance rapide et certains individus vivraient 1 000 ans. Par exemple, un spécimen d'Espagne qui aurait été planté vers 1797 a en 2016 une circonférence de 7,50 m.

## Habitat et écologie

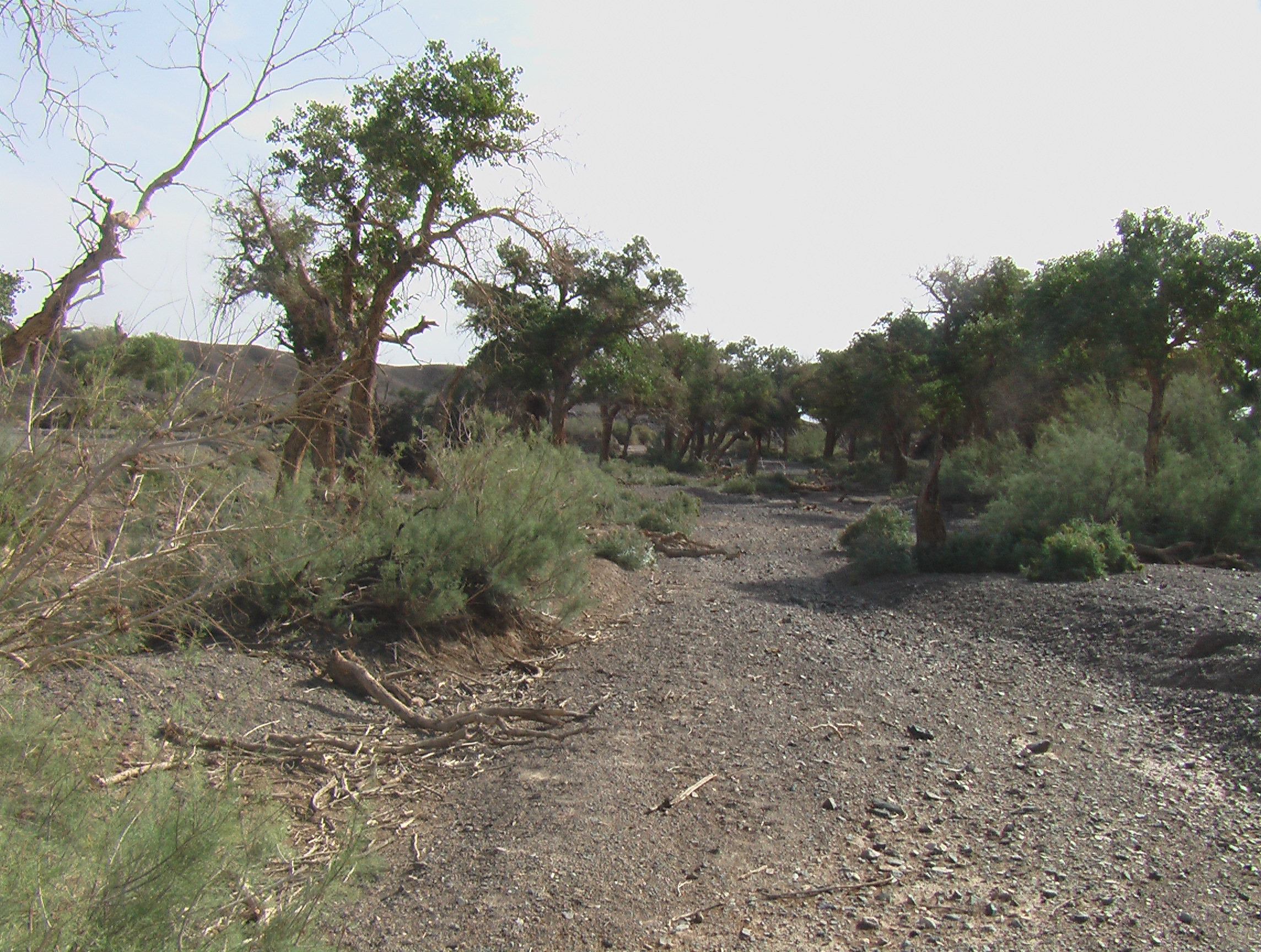
Peupliers de l'Euphrate en association avec des Tamaris dans le désert de Gobi.

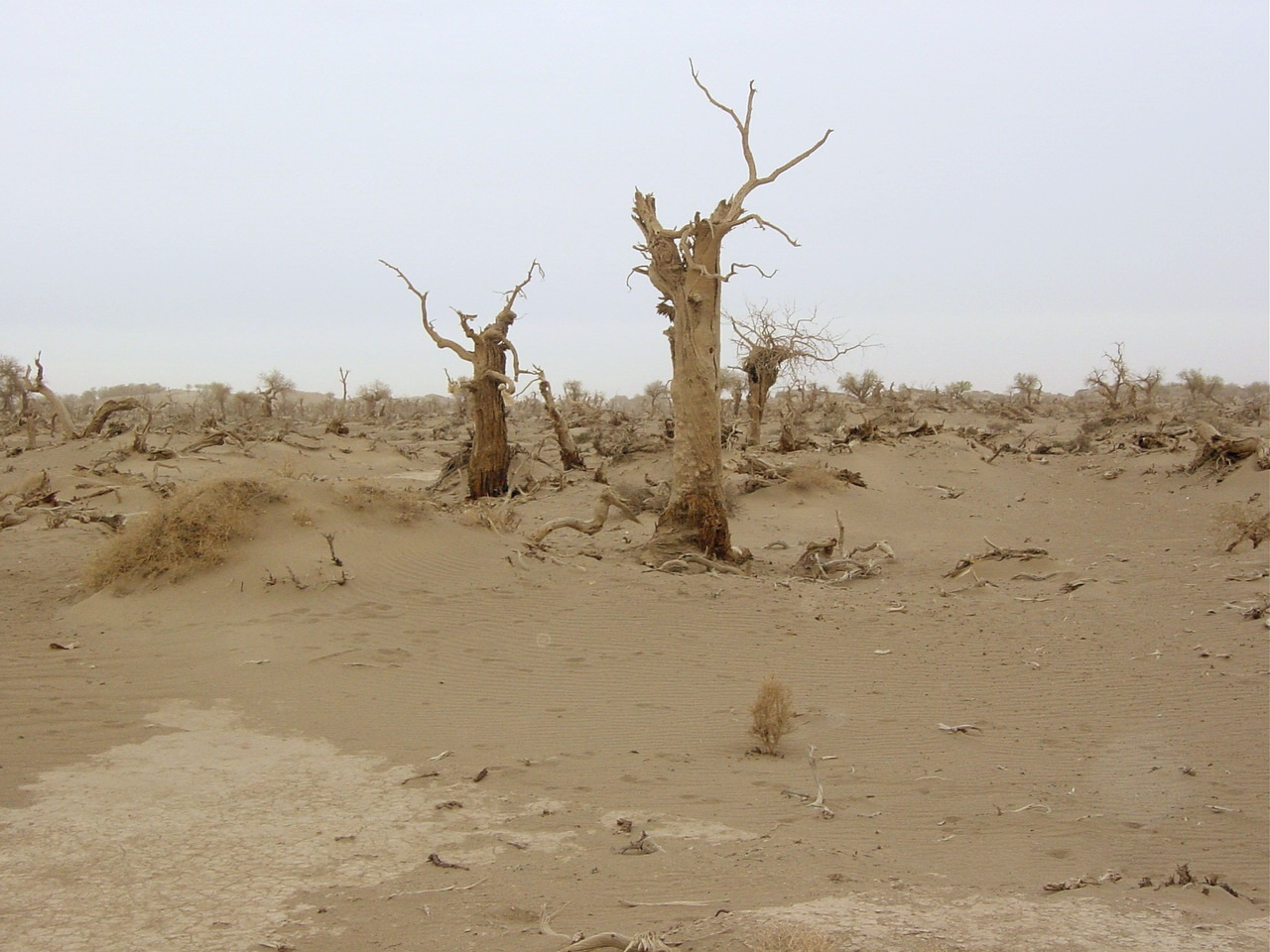
Vieux individus dans un environnement désertique.

Cet arbre pousse dans les plaines, les vallées, les bassins. En Chine, il se rencontre entre 200 et 2 400 m d'altitude. Il pousse principalement dans des environnements fluviaux, le long des ruisseaux ou des rivières et sur les berges ou les deltas. Au Turkestan, il occupe le plus souvent de vastes étendues de roselières en compagnie de Anabas aphyllum, Lycium, Nitraria, Apocynum. Sur les terres que l'Indus met à nu au retrait estival des eaux, le peuplier fixe les alluvions où il forme alors de hautes futaies, seul ou avec Acacia arabica. Ce peuplier tolère de nombreux facteurs abiotiques tels que les inondations périodiques, les sols salins, les températures extrêmes, les tempêtes de sable et, dans une certaine mesure, la sécheresse. Populus euphratica crée un environnement diversifié dans les climats arides et semi-arides. Il pousse souvent en association avec les espèces de Salix, Tamarix et Eleagnus. Il existe cinq types différents de forêts de P. euphratica, qui dépendent de l'âge de leur établissement, et chacun d'entre eux abrite un éventail différent d'espèces, ce qui favorise la biodiversité locale. C'est une espèce très importante pour les oasis et pour le soulagement des tempêtes de poussière dans le Xinjing. Il a pour parasites Aeolesthes sarta et Alternaria alternata.

## Répartition
Cette espèce est originaire d'Asie centrale, du Moyen-Orient et du Maghreb. Elle se rencontre au nord et à l'est jusqu'en Mongolie et au nord de la Chine. Elle a été introduite en Espagne et en Égypte.
La population est globalement importante mais contient de nombreux individus clonés. En Égypte, la population est petite et se trouve dans une seule localité. C'est l'arbre, sinon le type de forêt, dominant le long de la rivière Tarim dans le Xinjiang, en Chine et du delta de la rivière Amudarya, en Ouzbékistan. La Chine détient plus de 50 % de la population mondiale de P. euphratica. Cette sous-population est également la plus ancienne, puisqu'elle y pousserait depuis 60 millions d'années. Le comté de Luntai dans le Xingjiang compte environ 65 880,35 ha de forêt de P. euphratica, mais cette zone est actuellement en déclin. Les sous-populations chinoises de P. euphratica contiennent un pool génétique important pour les espèces dans une zone unique d'écosystème de désert tempéré. On observe également en Chine que l'espèce a une faible régénération et que les jeunes plants sont rares dans l'habitat naturel. L'Union internationale pour la conservation de la nature craint que cela ne réduise la diversité génétique de l'espèce.

## Menaces et conservation
Cette espèce est menacée par les changements sur la nappe phréatique dans toute son aire de répartition. La quantité d'eau souterraine disponible est en déclin à cause de la construction de barrages sur les rivières, de l'extraction d'eau pour l'agriculture et de l'assèchement généralisé des lacs et des berges des rivières. La menace s'accroît avec l'expansion des populations humaines qui continuent à exercer une pression sur l'écosystème. Au Xinjiang, ces changements de la nappe phréatique provoquent la désertification de la région, ce qui menace la grande population de P. euphratica présente le long de la rivière Tarim. L'expansion agricole empiète sur son habitat naturel. Dans le Xinjiang, l'espèce est en outre menacée par l'implantation d'industries et l'extraction de pétrole dans la région. La récolte intensive est une menace pour l'espèce en Mongolie et en Égypte, elle est menacée par la surexploitation pour le bois de chauffage. L'espèce reste toutefois largement répandue et sa population est importante : elle est donc considérée comme en « préoccupation mineure » (LC) par l'Union internationale pour la conservation de la nature.

## Taxonomie

### Histoire

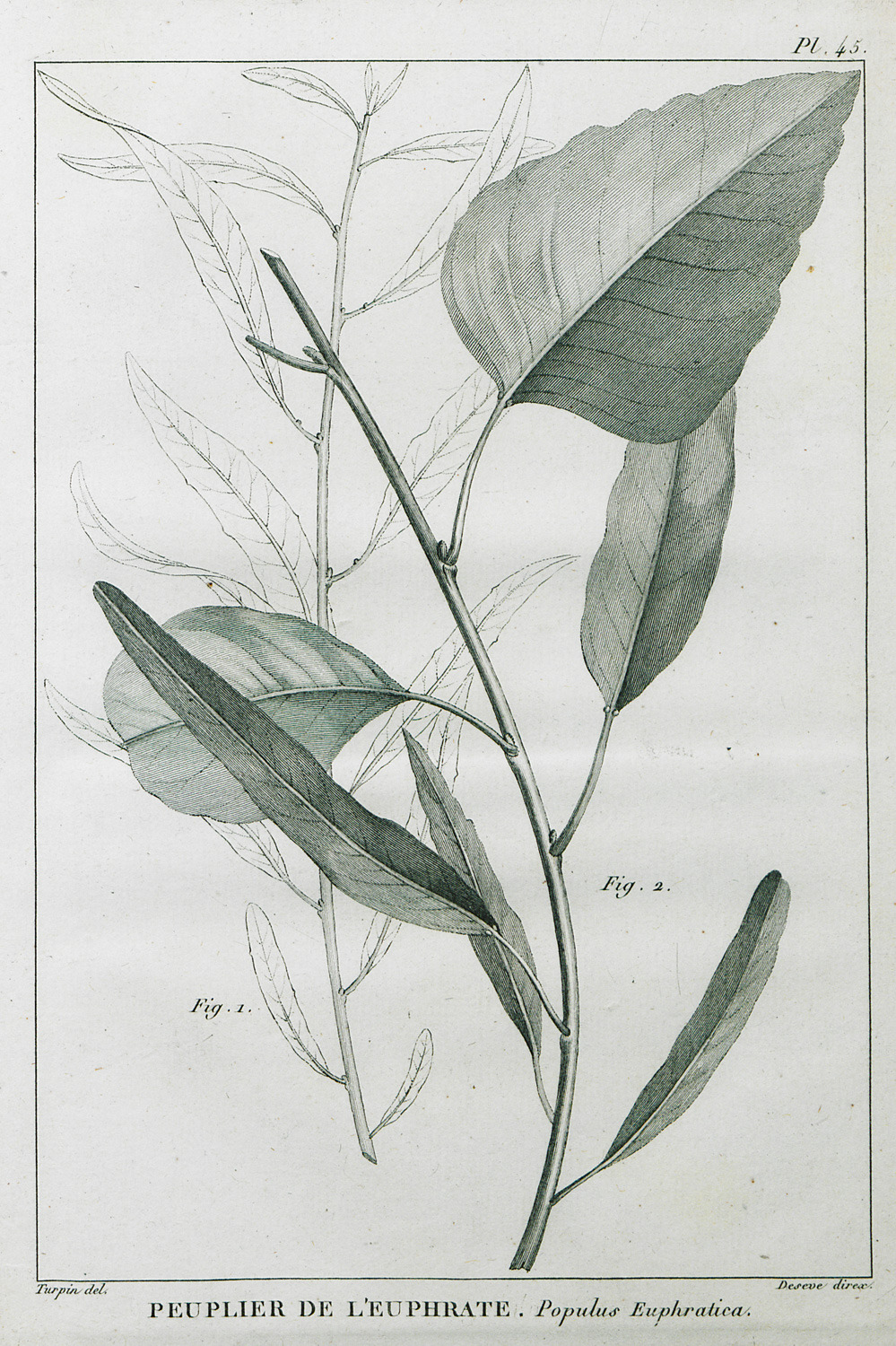
Illustration botanique par Guillaume-Antoine Olivier, dans son.

L'espèce a été décrite de manière officielle en premier par le naturaliste français Guillaume-Antoine Olivier en 1807, qui la classe dans le genre Populus sous le nom binominal Populus euphratica,. Cependant, cette découverte en Afrique du Nord avait été faite bien avant par Pline l'Ancien. Dans son Histoire naturelle, Pline dit : « Il y a trois espèces de Peupliers, le blanc, le noir et celui qu'on appelle populus Libyca, qui a les feuilles les plus petites et les plus sombres, et le plus réputé pour ses champignons ». Littré a pris ce populus Libyca pour le Tremble.
La connaissance du Peuplier de l'Euphrate serait parvenue à Aristote et à son disciple et successeur par une source égyptienne. Mais deux siècles avant Aristote, ce Peuplier entre dans la littérature, car c'est lui le « Saule » du Psaume 137 (136) où les israélites, exilés « près des fleuves de Babylone », comme « personnes déplacées », refusent à leurs oppresseurs de chanter leurs cantiques palestiniens, après avoir « suspendu leurs harpes aux Saules du pays ». Or, le botaniste polyglotte et hébraïste Paul Ascherson démontre, en 1872 ((de) Sitzungsb. Gesell. Naturf. Freunde, Berlin, p. 92) que, dans ce passage, la traduction d'« Arâbîm » par « saules » est une erreur et qu'il s'agit en réalité de Peupliers de l'Euphrate.

### Synonymes
Populus euphratica a pour synonymes :
- Balsamiflua ariana (Dode) Kimura
- Balsamiflua bonnetiana (Dode) Kimura
- Balsamiflua deltoides Griff.
- Balsamiflua diversifolia (Schrenk) Kimura
- Balsamiflua euphratica (Oliv.) Kimura
- Balsamiflua glaucicomans (Dode) Kimura
- Balsamiflua illicitana (Dode) Kimura
- Balsamiflua litwinowiana (Dode) Kimura
- Balsamiflua mauritanica (Dode) Kimura
- Populus amygdalaceifolia Griff.
- Populus ariana Dode
- Populus bonnetiana Dode
- Populus diversifolia Schrenk
- Populus glaucicomans Dode
- Populus illicitana Dode
- Populus illicitana Dode ex Goerz
- Populus litwinowiana Dode
- Populus mauritanica Dode
- Turanga ariana (Dode) Kimura
- Turanga bonnetiana (Dode) Kimura
- Turanga diversifolia (Schrenk) Kimura
- Turanga euphratica (Olivier) Kimura
- Turanga glaucicomans (Dode) Kimura
- Turanga illicitana (Dode) Kimura
- Turanga litwinowiana (Dode) Kimura
- Turanga mauritanica (Dode) Kimura

### Noms vulgaires et vernaculaires
Il se nomme en français « Peuplier Charab », ou « Peuplier de l'Euphrate ».
Cet arbre reçoit diverses appellations dans d'autres langues :
- En allemand : Charab-Pappel, Euphrat-Pappel
- En anglais : Charab poplar, Indian poplar
- En espagnol : chopo de Elche
- En arabe : al haour, safsaf
- En catalan : pollancre d'Elx
- En chinois : 胡杨 (hú yáng)
- En hébreu : צַפְצָפַת הַפְּרָת (tzaftzafat happerat)
- En italien : pioppo Charab
- En russe : тополь евфратский, тополь закавказский
- En turc : fırat kavağı

## Usages

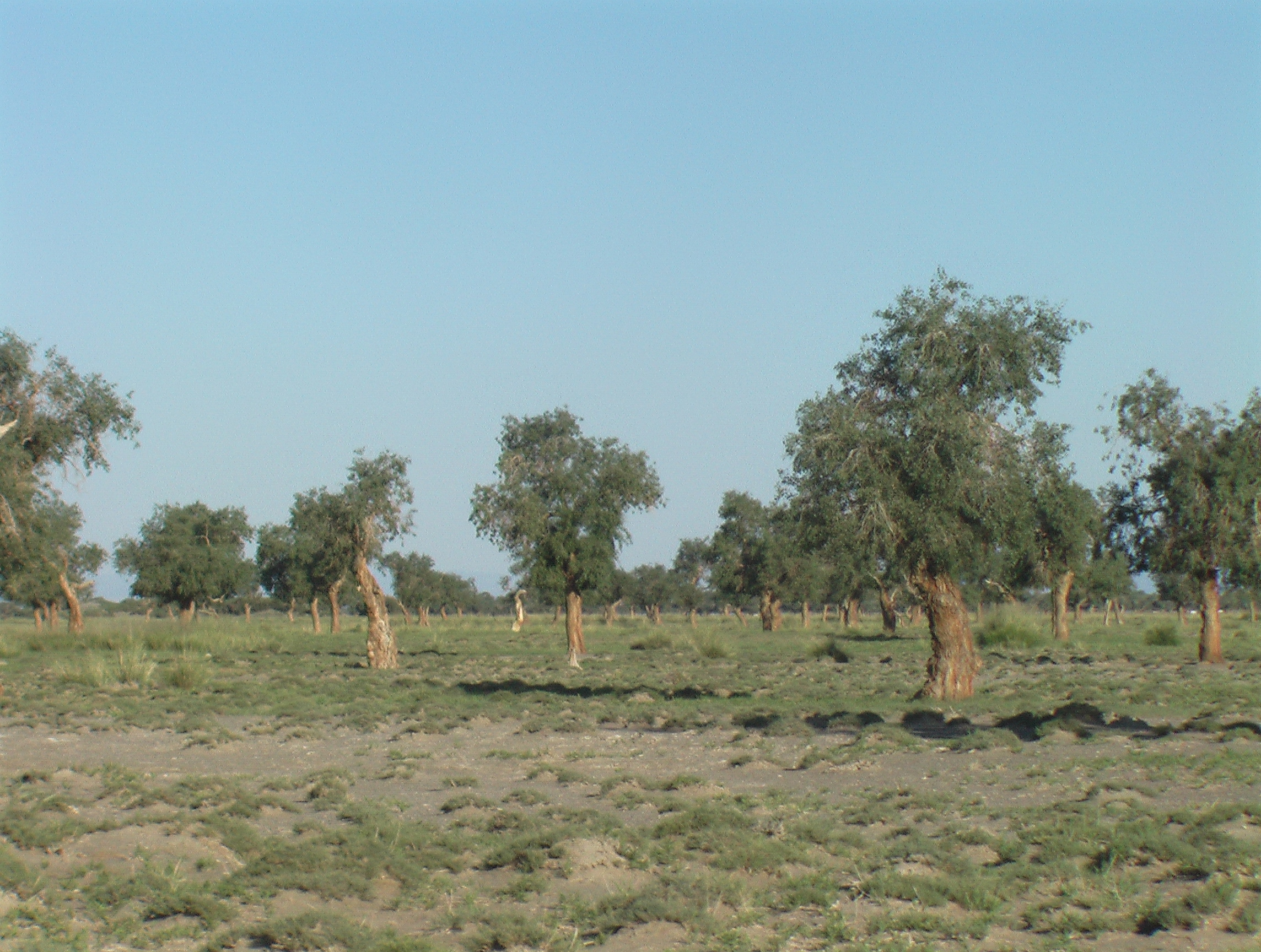
Peupliers de l'Euphrate plantés (Oasis de Bayantooroi, désert de Gobi).

Les feuilles de cet arbre peuvent servir de fourrage. Il est parfois planté pour le contrôle de l'érosion ou la stabilisation des dunes, comme procureur d'ombre, comme abri ou brise-vent. Il serait également source de médicaments dans la pharmaceutique. La multiplication de l'espèce, qui se fait exclusivement par bouturage, est difficile.
Son bois trouve des usages multiples : le chauffage, pour construire des caisses, servir de pâte à papier, de poutres ; il entre dans le composition des panneaux de particules et de ciment de bois, pour les allumettes, instruments de musique, le matériel de sport, les jouets et la tournerie.
Au Pendjab méridional, le bois ne sert qu'au revêtement des murs, mais au Sindh il est souvent employé et fournit des poutres et solives, des parquets et des objets tournés. Dans la même région, les couches inférieures de son écorce fournissaient des mèches à fusil, et l'écorce même était donnée aux malades en vermifuge.